# Шабла
Шабла (болг. Шабла) — курортный город в Болгарии. Расположен на побережье Чёрного моря. Находится в Добричской области, входит в общину Шабла. Население составляет 3,4 тыс. человек.

## Политическая ситуация
Кмет (мэр) общины Шабла — Мариян Жечев. До этого пост занимал Красимир Любенов Крыстев (Граждане за европейское развитие Болгарии(ГЕРБ)).